# Глобалізація економіки
Глобаліза́ція еко́номіки (Globalisation of the economy) — Європейська Рада в Турині (Італія) назвала економічну глобалізацію однією з головних проблем, що постали перед Європейським Союзом наприкінці XX століття. Термін «економічна глобалізація» означає процес дедалі більшої всесвітньої економічної інтеграції, головними рушійними силами якого є:
- лібералізація міжнародної торгівлі та руху капіталів;
- зростання темпів технологічного прогресу та формування інформаційного суспільства;
- дерегулювання.

Ці три чинники посилюють один одного: технологічний прогрес стимулює міжнародну торгівлю, а можливість торгувати по всьому світу сприяє поширенню технологічного прогресу. Водночас дерегулювання стимулює розвиток нових технологій та усуває перешкоди для торгівлі. Втім дехто вважає, що технологічний прогрес створює для підприємців можливості оминати національне регулювання.
Глобальна організація — форма міжнародної організації, відповідно до якої вища керівна ланка компанії і персонал планують виробництво продукції або виробничі потужності, маркетингову політику, фінансові потоки і системи матеріально-технічного постачання у всесвітньому масштабі. Глобальні функціональні підрозділи звітують про свою діяльність безпосередньо перед президентом, а не перед розділом міжнародного відділу.
Глобальна фірма — фірма, яка, працюючи в кількох країнах, досягає таких переваг у наукових дослідженнях, виробництві, маркетингу і фінансах, які недоступні її конкурентам.